# Nyagatare (distrito)
Nyagatare é um dos sete distritos que formam a Província do Leste, no Ruanda. O nome do distrito deve-se à sua capital Nyagatare, antiga capital da antiga província de Umutara.
Nyagatare é um distrito construído sobre uma verdejante planície e sobre uma pequena colina, cujas vistas, que incidem sobre altas montanhas pertencentes ao vizinho Uganda, são consideradas maravilhosas. Na zona situa-se igualmente o vulcão Virunga.
A área do distrito ão é tão extensa como a de outros distritos do país. Todavia, soma solos muito produtivos e uma vasta gama de matérias-primas, exportadas para muitos países europeus como a Bélgica.
O local prima pelas vastas florestas, mas, desde há vários anos para cá, a precipitação escassa tem sido e as temperaturas tornaram-se tórridas, estando então as florestas em risco.